# Eutropha litorea
Eutropha litorea är en tvåvingeart som beskrevs av Kanmiya 1983. Eutropha litorea ingår i släktet Eutropha och familjen fritflugor. Inga underarter finns listade i Catalogue of Life.